# Tandag
Tandag (en sugboanón: Dakbayan sa Tandag; en filipino: Lungsod ng Tandag) es una ciudad filipina de cuarta categoría (Component), situada en la parte nordeste de la isla de Mindanao. cabecera  de  la provincia de Surigao del Sur situada en la Región Administrativa de Caraga, también denominada Región XIII. Para las elecciones está encuadrado en el Segundo Distrito Electoral.

## Geografía
Situada en la costa noreste de la isla de Mindanao frente al mar de Filipinas.
Linda su término al norte con los de Lanuza y  de Cortés; al sur con los de San Miguel y de Tago; al este con el mar de Filipinas; y al oeste con la provincia de Agusán del Sur, municipio de Bayugán.
Islas adyacentes son las de Linongao, Grande (Big Linungao Island) y Chica (Small  Linungao Island), unidas artificialmente a la costa de la ciudad formado el puerto al este de la desembocadura del río Tandag, y la de Mangcagangi (Mangcagangi Island ) frente a las mismas.

### Barangayes
Tandag se divide administrativamente en 21 barangayes.
| - Awasian - Bagong Lungsod (Población) - Bioto - Bongtod Población (East West) - Buenavista - Dagocdoc (Población) - Mabua - Mabuhay - Maitum - Maticdum - Pandanon | - Pangi - Quezon - Rosario - Salvación - San Agustín Norte - San Agustín Sur - San Antonio - San Isidro - San José - Telaje |

### Demografía
A mediados del siglo XIX, año de 1845, contaba con 3919 almas, de las cuales 783 ½ contribuían .
Según el censo del 2000, tiene 44 327 habitantes. Los idiomas más hablados son el cebuano, el surigaonon, en su variante Tandaganaón, el más hablado, y el tagalo.
El inglés es utilizado en la enseñanza, los negocios y en las oficinas gubernamentales.

### Comunicaciones
Tandag tiene un aeropuerto  nacional de segunda categoría y un puerto de mar que se encuentra a 448 millas náuticas de Manila y a 150 de Cebú.
Su población se encuentra en la S00300 Carretera de Surigao a Dávao por la costa (Surigao-Davao Coastal Rd) entre las localidades de Cortés, al este y Tago, al oeste.
A 200 kilómetros de Surigao, al norte y a 331 kilómetros de Dávao, en el sur.

## Historia
Originariamente habitado por los Manobos y los mamanoás que vivían en las orillas del río, siendo Suba su cacique, que fue convertido al catolicismo por el misionero español Juan de la Encarnación. Probablemente en 1609 llega a Tandag el padre Juan de la Vega quien erigió una fortaleza de piedra para proteger su pequeño asentamiento rodeado por un muro de piedra.
Así se levantó la ciudad de Tandag, que más tarde se convirtió en un centro de fe, y a su abrigo Tandag se convirtió en un puerto donde hacía escala para el Galeón español que navegaba a lo largo de la parte sur de Mindanao.
Cuentan los mayures que en las islas de Linongao se encuentra un galeón hundido.
El actual territorio de la provincia de Surigao del Sur fue parte de la provincia de Caraga durante la mayor parte de la Capitanía General de Filipinas (1520-1898).
En 1650, se convirtió en Tandag la capital de Surigao y Caraga, territorio que comprendía las actuales provincias de Agusan, los dos Surigaos y una parte de Dávao.
La capital, centro de propagación de la fe, durante el siglo XVIII se fortificó, principalmente en la parte norte de la ciudad y cerca del antiguo cementerio en el lado occidental. Estas fortificaciones sirvieron para proteger la ciudad de las incursiones de los piratas moros, quienees en varios ataques entre 1754 y 1767,  sembraron la devastación y la destrucción.
La ciudad fue reconstruida por el jesuita José Ducos, que vino de Iligan, restableciendo la guarnición y reconstruyendo el convento.
Los restos de la fortaleza fueron demolidos durante la Segunda Guerra Mundial.

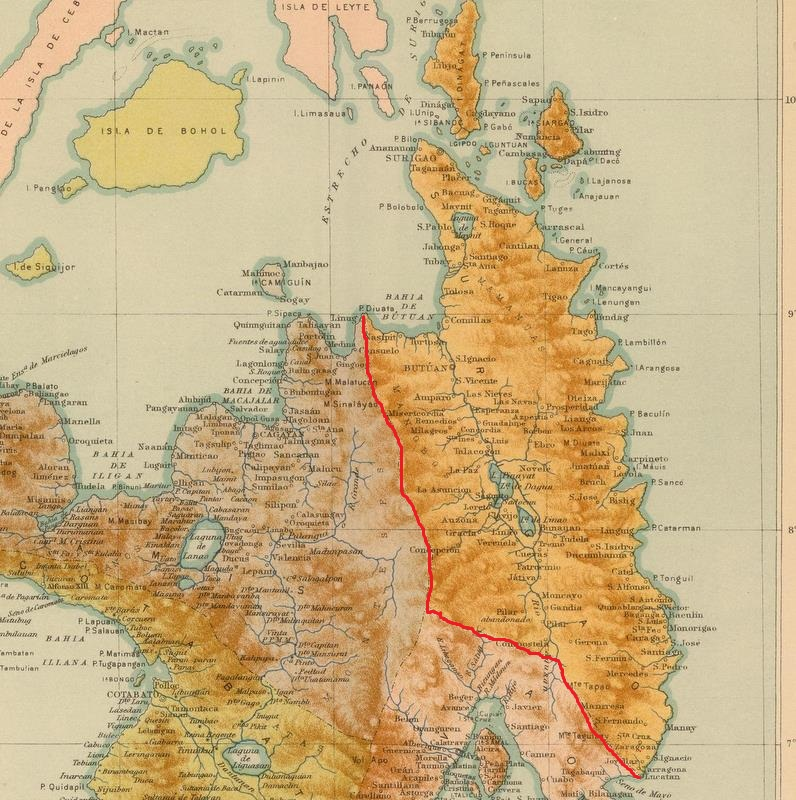
Provincia de Surigao en 1899.

A principios del siglo XX la isla de Mindanao se hallaba dividida en siete distritos o provincias.
Tandag perteneció a la provincia de Nueva Guipúzcoa y a la diócesis de Cebú:

"...TANDAG; pueblo con cura y gobernadorcillo, en la isla de Mindanao, prov. de Nueva Guipúzcoa, dióc. de Cebú,..."

"...sit. á los 129° 3t' 30" long. 8° 40' 30" lat., en terr. llano, á la banda del E , próximo a la playa y sobre las márgenes de un caudaloso rio: confina por el N. con Cantilang, á
10 leg. de distancia, y á más de 40 por el S. con Bislig..."

"...En sus bosques se cria toda especie de madera para construcción, y tienen escelentes
pastos para ganado vacuno y caballar. Ind. : esta se reduce al beneficio del abacá. ..."

"...Prod.: sus naturales, poco aficionados al trabajo, no cosechan más que el arroz suficiente para su subsistencia..."

"...Las casas en general son de sencilla construcción, y la iglesia parroquial está servida por un cura regular que administra..."
Buzeta y Bravo, Tomo II, página 445 TAN

El Distrito 3º de Surigao, llamado hasta 1858  provincia de Caraga, tenía por capital el pueblo de Surigao e incluía la  Comandancia de Butuan.
Uno de sus pueblos era Tándag que entonces contaba con 8.345, con las visitas de Tago, Tigao, Cortés, Caguáit, Alba, Colón y San Miguel;

### Ocupación estadounidense
Durante la ocupación estadounidense de Filipinas  fue creada la provincia de Surigao. El gobierno civil quedó establecido el 15 de mayo de 1901 en su capital Surigao. Incluía la subprovincia de Butuan, antes comandancia político militar.
En 1904 la provincia de Surigao contaba con 14 municipios, uno de los cuales era Tandag.
Cuando en 1911 fue creada la provincia de Agusán, Butuán se separa de Surigao para pasar a formar parte de la nueva provincia.
El 31 de diciembre de 1916,  durante la ocupación estadounidense de Filipinas, una vez pacificado el archipiélago se  organiza territorialmente sobre la base de 36 provincias ordinarias, entre las cuales se encontraba la provincia de Surigao Tandag era uno de sus 9 municipios.
Según el censo de 1918 esta provincia tenía una extensión superficial de 7.483 km², la poblaban 122.022 almas que habitaban en 14 municipios con 146 barrios, siendo Placer uno de sus 14 municipios.

### Independencia
El 18 de septiembre de 1960 la provincia de Surigao fue dividida en dos: Surigao del Norte y Surigao del Sur.

## Festividades

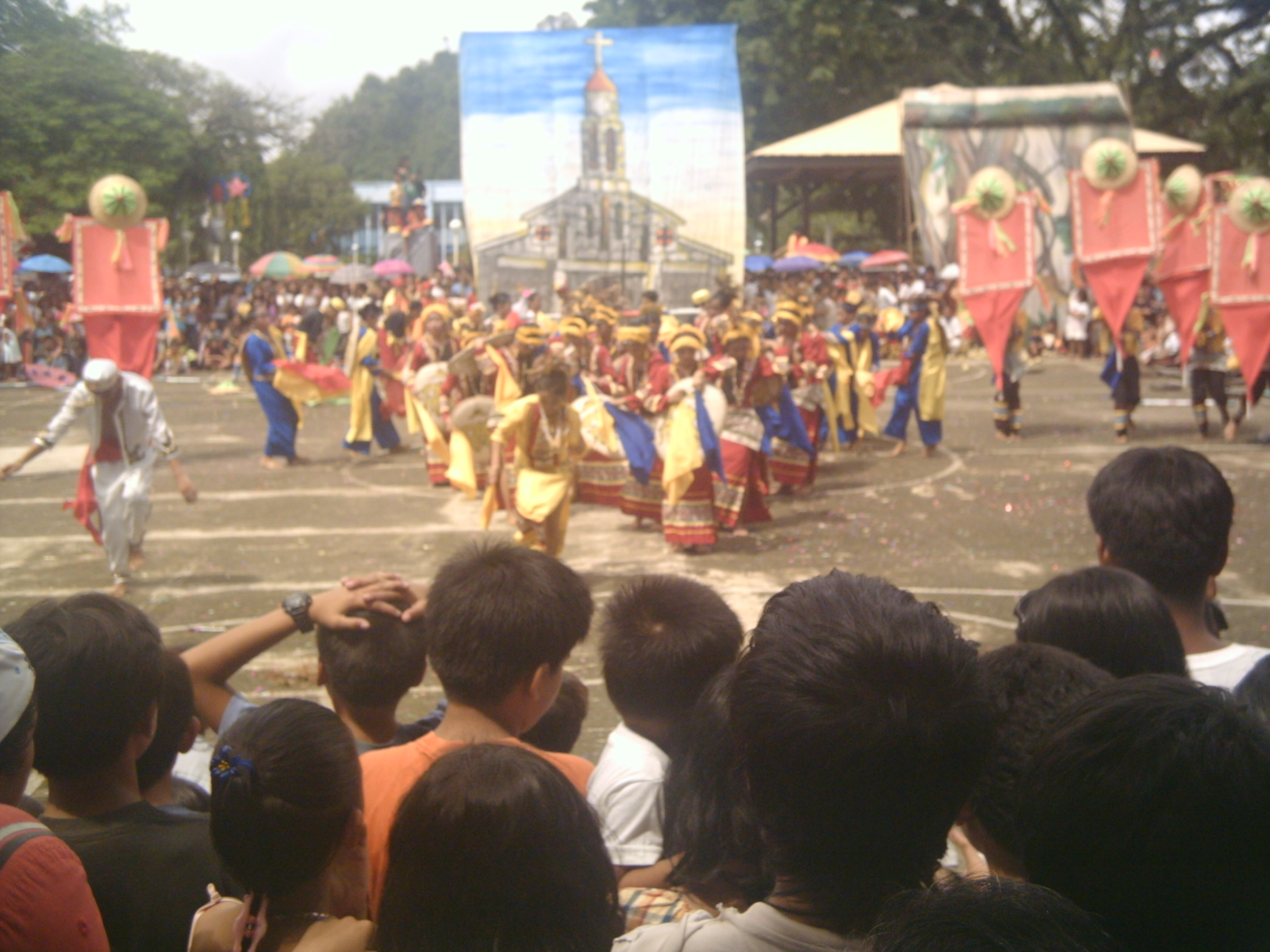
Festival Diwatahan.

La ciudad celebra el Festival Diwatahan durante la tercera semana del mes de enero en honor del señor Santo Niño.
Cada 1 de septiembre celebran el Araw ng Tanday.